# Claus Schilling
Claus Karl Schilling (Monaco di Baviera, 5 luglio 1871 – Landsberg am Lech, 28 maggio 1946) è stato un medico e criminale di guerra tedesco.

## Biografia
Specializzato in medicina tropicale, durante la seconda guerra mondiale compì esperimenti in Italia (nell'Ospedale psichiatrico di Volterra ed Arezzo) e Germania per la prevenzione della malaria, utilizzando cavie umane scelte nei manicomi italiani e nei campi di concentramento tedeschi, divenendo in seguito responsabile medico di quello di Dachau.
Al termine del conflitto venne giudicato colpevole di crimini contro l'umanità e condannato a morte.
La sentenza di impiccagione venne eseguita nel 1946.